# 서산 개심사 목조아미타여래좌상
서산 개심사 목조아미타여래좌상(瑞山 開心寺 木造阿彌陀如來坐像)은 대한민국 충청남도 서산시 개심사에 있는, 고려시대의 목조 불상이다. 2009년 10월 20일 대한민국의 보물 제1619호로 지정되었다.

## 역사
이 불상은 2004년 발견된 복장물 〈아미타불상중수 봉함판〉의 수보묵서명(修補墨書銘)에 의해 고려 충렬왕 6년(1280) 불사를 위해 특별히 설립된 승재색(僧齋色)의 주관 하에 내시 시흥위위(內侍試興威衛)의 장사(長史) 송(宋)씨가 보수를 담당한 것임이 밝혀졌다. 따라서 이 불상의 제작연대가 중수연대인 1280년보다 앞선 시기라는 것을 알 수 있다. 불사를 주관한 승재색은 고려 충렬왕 무렵에 설치되어 경전의 간행, 사찰의 중수, 불상의 개금과 보수, 불교제의 등을 담당하던 관부로 생각되며, 이 불상 중수는 현재까지 발견된 승재색의 불사 활동 관련 자료 중 가장 이른 시기의 것이다.

## 형태 및 특징
이 불상은 상의 형상이 단정하면서도 중후하며 알맞은 신체 비례를 보여 줄 뿐만 아니라 조각기법도 매우 정교하고 세련되었다. 특히 뚜렷하면서도 엄숙하게 표현된 이국적인 얼굴, 왼쪽 어깨에 몇 가닥의 짧은 종선으로 처리된 옷 주름과 그 아래로 자리 잡은 겹O형 주름 등은 1274년에 중수된 서울 개운사 목조아미타여래좌상이나 13세기 작품으로 추정되는 화성 봉림사 목조아미타여래좌상, 나주 심향사 건칠아미타여래좌상 등과 시대양식을 공유하면서도, 이들 상보다 훨씬 건장하고 생동감 넘치는 조각기법을 보여주고 있어 고려후기 목조 불상 가운데 최고(最古)의 작품일 가능성을 보여 주며, 조각적인 측면에서도 가장 완성도 높은 불상으로 평가된다.

## 사진

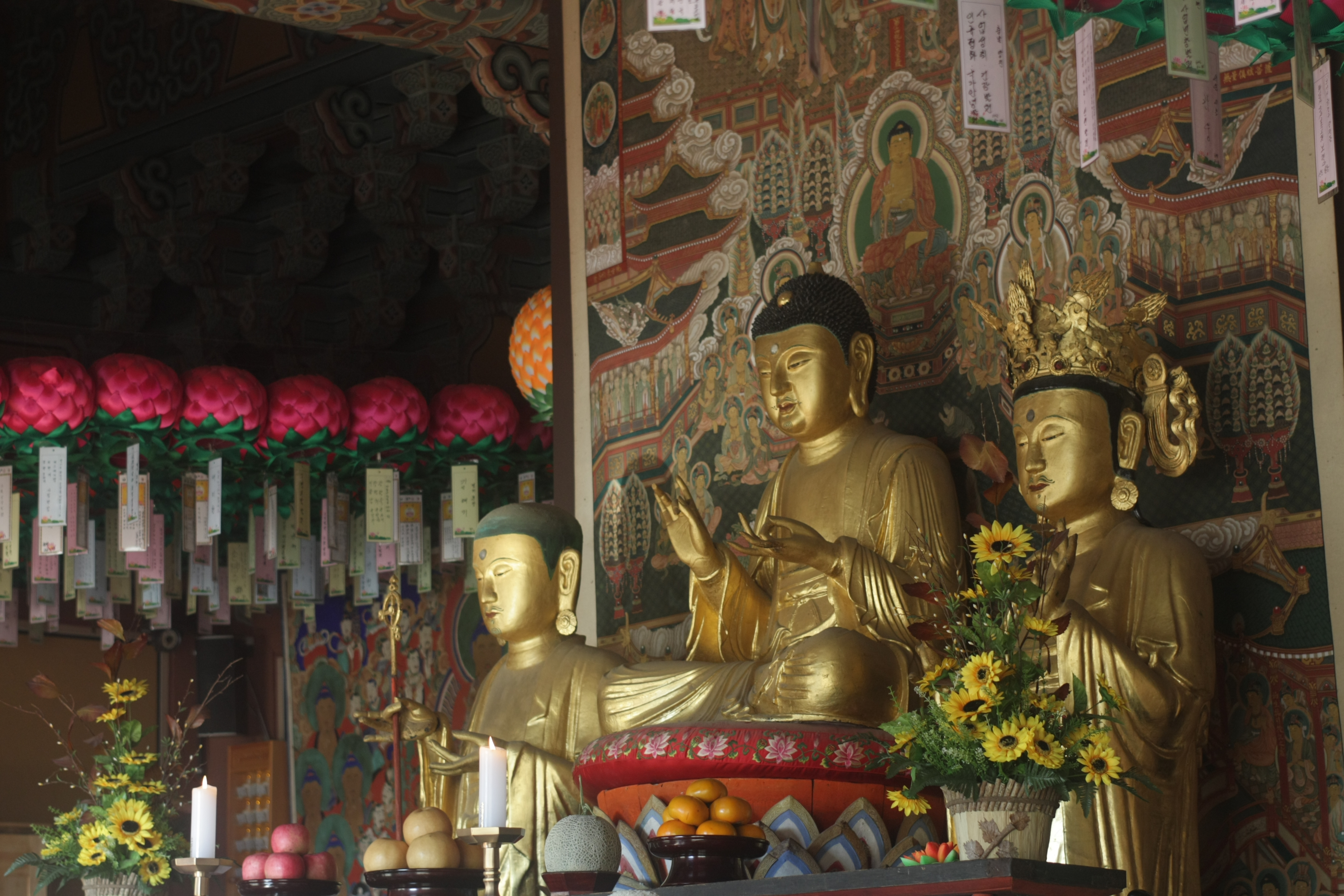
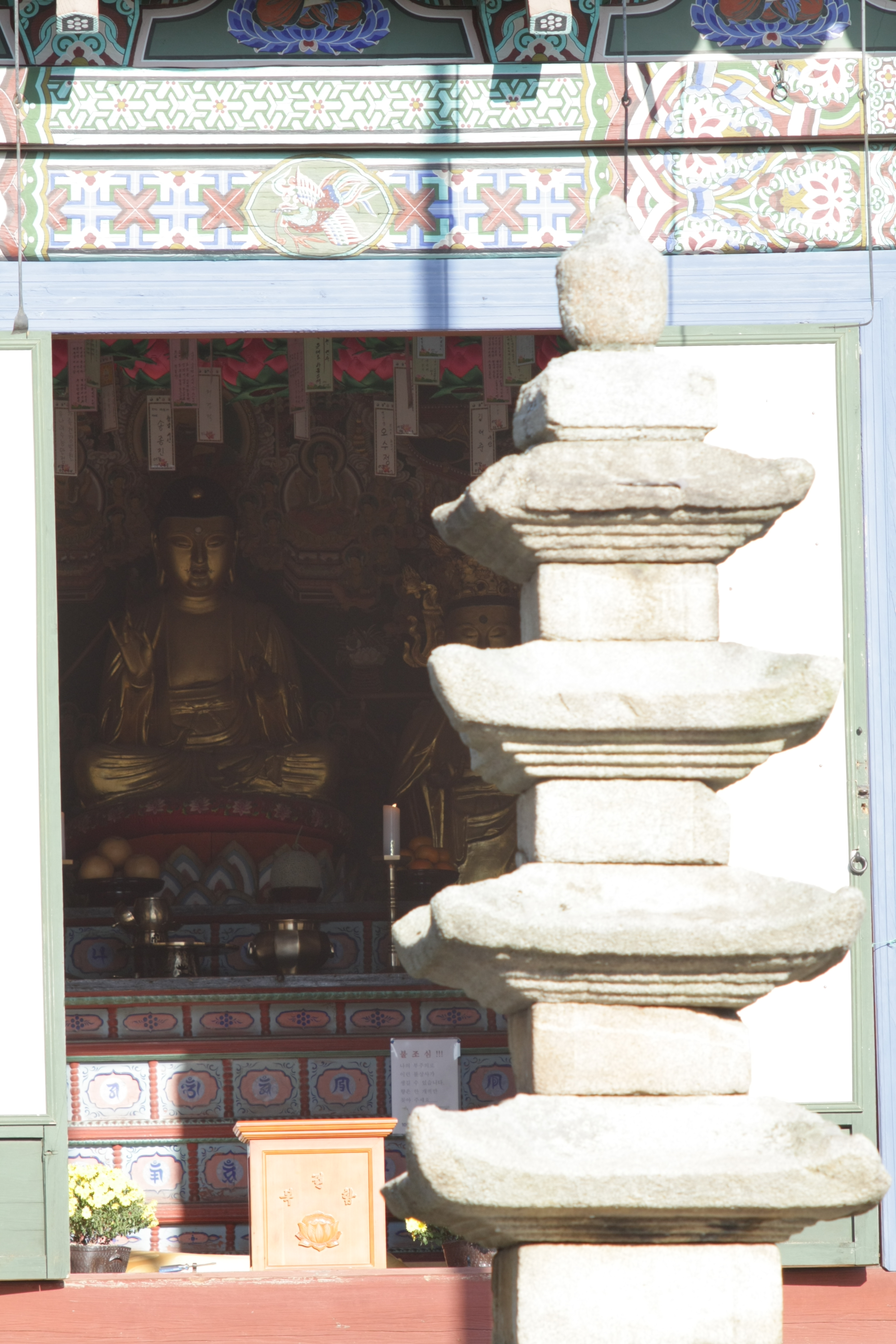

## 같이 보기
- 개심사
- 서울 개운사 목조아미타여래좌상 및 발원문
- 화성 봉림사 목조아미타여래좌상
- 나주 심향사 건칠아미타여래좌상